# كاسبارس إكستينس
كاسبارس إكستينس (5 يونيو 1988 بريغا في لاتفيا - ) هو لاعب كرة قدم لاتفي في مركز. لعب مع نادي سكونتو ونادي يلغافا وFC Daugava ‏ وUngmennafélagið Víkingur ‏ وJFK Olimps ‏.

## وصلات خارجية
- كاسبارس إكستينس على موقع الاتحاد الأوربي (الإنجليزية)
- كاسبارس إكستينس على موقع قاعدة بيانات كرة القدم.إي يو (الإنجليزية)
- كاسبارس إكستينس على موقع ليكيب (الفرنسية)
- كاسبارس إكستينس على موقع ناشيونال فوتبول تيمز (الإنجليزية)
- كاسبارس إكستينس على موقع Soccerway.com (الإنجليزية)
- كاسبارس إكستينس على موقع عالم كرة القدم.نت (الإنجليزية)